# Sphinx (género)
Sphinx (esfinge) é um género de mariposas da família dos esfingídeos. Foi criado por Carlos Lineu na sua 10.ª edição de 1758 do Sistema Natural.

## Espécies
- Sphinx adumbrata (Dyar, 1912)
- Sphinx asellus (Rothschild & Jordan, 1903)
- Sphinx caligineus (Butler, 1877)
- Sphinx canadensis (Boisduval, 1875)
- Sphinx centrosinaria Kitching & Jin, 1998
- Sphinx chersis (Hubner, 1823)
- Sphinx chisoya (Schaus, 1932)
- Sphinx constricta Butler, 1885
- Sphinx crassistriga (Rothschild & Jordan, 1903)
- Sphinx dollii Neumoegen, 1881
- Sphinx drupiferarum JE Smith, 1797
- Sphinx formosana Riotte, 1970
- Sphinx franckii Neumoegen, 1893
- Sphinx gordius Cramer, 1779
- Sphinx kalmiae JE Smith, 1797
- Sphinx leucophaeata Clemens, 1859
- Sphinx libocedrus Edwards, 1881
- Sphinx ligustri Linnaeus, 1758
- Sphinx luscitiosa Clemens, 1859
- Sphinx maurorum (Jordan, 1931)
- Sphinx morio (Rothschild & Jordan, 1903)
- Sphinx nogueirai Haxaire, 2002
- Sphinx oberthueri (Rothschild & Jordan, 1903)
- Sphinx perelegans Edwards, 1874
- Sphinx pinastri Linnaeus, 1758
- Sphinx poecila Stephens, 1828
- Sphinx sequoiae Boisduval, 1868
- Sphinx vashti Strecker, 1878